# Ivan Buljubašić
Ivan Buljubašić (Makarska, 1987. október 31. –) olimpiai- (2012), világ- (2017) és Európa-bajnok (2010) horvát vízilabdázó.
2020 nyarától az olasz Trieste játékosa lett.